# Урало-Сибирский патерик
Урало-Сибирский патерик — историко-агиографическое сочинение староверов-часовенных, созданное в промежутке с конца 1940-х годов по начало 1990-х.

## История
Настоятель Дубчесских скитов отец Симеон начал собирать свидетельства о духовных наставниках и простых членах согласия во второй половине 1940-х годов. Записанные рассказы в отредактированном виде соединялись с фрагментами из письменных источников, в результате чего возникла первоначальная редакция патерика. Во время разорения скитов в 1951 году сборник, во избежание уничтожения, был зарыт в землю. По прошествии драматических событий, он был выкопан учениками уже к тому времени умершего отца Симеона, которые продолжили труд своего наставника. В течение сорока лет сочинение исправлялось и дополнялось. Последняя  известная редакция текста произошла в 1991 году. В 2014 году патерик был издан исследовательской группой под руководством академика Н. Н. Покровского.

## Содержание
«Урало-Сибирский Патерик» создавался с целью изложения истории часовенного согласия, доказательства его духовного преемства со Христом и апостолами и защиты «истинной веры» в условиях советских гонений. Сборнику свойственна широта источников. Кроме рассказов современников, авторами использовались Священное Писание, святоотеческие творения, сочинения староверов XVII-XX веков, особенно «Родословия» отца Нифонта, труды историков XIX-XX веков, журналы и газеты. Патерик состоит из трёх томов, имеющих свою специфику. В первом изложены жизнеописания скитских старцев согласия XVIII-XX веков. Во втором – рассказы о старицах конца XIX-конца XX веков. В третьем содержатся описания различных чудес, произошедших как с членами часовенного согласия, так и с представителями других религиозных групп и даже атеистами. По своим жанровым и стилистическим особенностям сборник демонстрирует связь с древнерусскими литературными традициями.